# Vabalato
Lúcio Júlio Aurélio Septímio Vabalato Atenodoro (português europeu) ou Lúcio Júlio Aurélio Sétimo Vabalato Atenodoro (português brasileiro) (em latim: Lucius Iulius Aurelius Septimius Vaballathus Athenodorus), mais conhecido apenas como Vabalato, foi um imperador do Império de Palmira (r. 267–272). Vabalato é a forma latinizada de seu nome arábico, "Wahb Allat", cujo significado pode ser interpretado como "presente da deusa". Com o tempo, conforme a deusa arábica Allāt veio a ser identificada com Atena, ele passou a usar Atenodoro (Athenodorus) como a forma grega para seu nome.

## História
Filho de Septímio Odenato, rei de Palmira, e sua esposa Zenóbia, quando seu pai foi assassinado por seu primo Meônio (267), o jovem Vabalato foi feito rei (rex consul imperator dux Romanorum, "ilustre rei dos reis" - um título oriental - e corrector totius orientis) do Império de Palmira. No entanto, o verdadeiro poder por detrás do trono era sua mãe Zenóbia, que veio a conquistar as regiões do Egito, Síria, Palestina, Fenícia e Ásia Menor.
Inicialmente, o Imperador Romano Aureliano de certa forma reconheceu o governo de Vabalato, possivelmente por estar ocupado demais com o Império Gaulês no ocidente, não tendo a intenção de manter um conflito armado aberto com o Império de Palmira. Esse reconhecimento mútuo é comprovado por moedas cunhadas por Vabalato, nas quais Aureliano é retratado com o título de "augusto". Porém, com o passar do tempo, o relacionamento entre os dois piorou e conseqüentemente Aureliano desapareceu das moedas cunhadas em Palmira, enquanto Vabalato e Zenóbia passaram a utilizar os títulos de "augusto" e "augusta", respectivamente.
O final do reinado de Vabalato veio quando Aureliano conquistou e saqueou Palmira (272-273) e capturou Vabalato e sua mãe, levando-os de volta a Roma como prisioneiros. De acordo com Zósimo, Vabalato morreu no caminho a Roma, uma teoria que não se confirmou ou refutou até o momento.
Outras fontes sugerem que depois de embarcar Zenóbia e Vabalato para Roma, Aureliano permitiu-lhes que vivessem, mas só depois de paradeá-los pela capital romana num majestoso triunfo, como mandava a tradição. Era certamente uma humilhação, mas muito melhor que a morte. Esta teoria é reforçada pelo tratamento similar dispendido aos "Tetrici" (Tétrico I e Tétrico II), os últimos imperadores gálicos, que também receberam permissão para se retirarem da vida pública depois da derrota na Batalha de Châlons em 274, apesar de terem sido inimigos de longa data dos romanos.